# ヨシフ・ブロツキー
ヨシフ・ブロツキー（ロシア語: Ио́сиф Бро́дский、英語: Joseph Brodsky、1940年5月24日 - 1996年1月28日）は、ロシアの詩人、随筆家。本名ヨシフ・アレクサンドロヴィチ・ブロツキー(Ио́сиф Алекса́ндрович Бро́дский)。1987年にノーベル文学賞を受賞し、アメリカの桂冠詩人(1991-1992)にも選出された。ブロツキーはシレジア大学の名誉学位も保持していた。

## ソビエト連邦時代
ブロツキーはレニングラードのユダヤ人家庭に生まれる。父親はソ連海軍の写真家であった。第二次世界大戦ではレニングラード包囲戦を生き残った。ブロツキーは15歳で学校を卒業し、潜水艦乗組員養成校に入学しようとしたが希望は叶えられなかった。ブロツキーは旋盤工として働き、その後内科医になることを決意してクレスティ刑務所の死体安置所で働く。その後もブロツキーは病院、船のボイラー室、地質調査など様々な職を経験する。
この頃ブロツキーは独学で様々な内容を学ぶ。ブロツキーは英語とポーランド語を学び、チェスワフ・ミウォシュの作品翻訳を行った。それと同時に古典的哲学、宗教、神話、イギリスやアメリカの詩に深い関心を持つようになる。後年ブロツキーはごみ捨て場を漁って本探しを行ったことを認めている。
ブロツキーは1957年頃から詩の著作と文学作品の翻訳を始めるようになる。ブロツキーの作品は政治色が無かった。若きブロツキーはブロツキーの作品を読んだアンナ・アフマートヴァから励まされ、影響を受けるようになった。
1963年にブロツキーは逮捕され、1964年に当局から寄生（ロシア語: тунеядство）の罪で告発された。
ブロツキーは5年の国内流刑および強制労働が言い渡され、アルハンゲリスクで18ヶ月間服役した。エフゲニー・エフトゥシェンコやジャン＝ポール・サルトルといった国内外の著名人の抗議により、1965年に刑は減刑された。
1964年にレオニード・ブレジネフが政権を握り、フルシチョフの雪解け期間が終了するとともに、ブロツキーの詩のうち4作がソ連で公表された。ブロツキーは検閲された作品の公表を拒絶し、ブロツキーの多くの作品は西側および地下出版で発表された。
1987年、ノーベル文学賞を受賞。ちょうどロンドンのハムステッドでジョン・ル・カレと昼食をとっていたときに受賞を知らされたことが、ル・カレの回顧録に記されている。
1989年、1964年の判決が取り消されて名誉回復された。1991年のソ連崩壊後、著作が公式にロシアで出版された。1995年、ブロツキーはサンクトペテルブルク市から名誉市民の称号を授与された。ロシア側からはたびたび帰国の誘いがあったが、終生帰国することはなかった。
1996年1月28日、心臓発作のためブルックリンの自宅で死去。55歳没。遺体は、紆余曲折を経て1年後にヴェネツィアのサン・ミケーレ島に埋葬された。

## アメリカで
ブロツキーは1972年6月4日にソ連から国外追放され、1980年にはアメリカの市民権を得た。ブロツキーはミシガン大学で教鞭を執り、その後コロンビア大学、ニューヨーク市立大学クイーンズ校、スミス大学、イギリスのケンブリッジ大学の客員教授でもあった。マウント・ホリヨーク大学の文学教授でもあった。

## 受賞歴
- 全米批評家協会賞批評部門 1986年
- ノーベル文学賞 1987年
- ストルガ詩の夕べ金冠賞 1991年

## 邦訳
- 沼野充義 訳『大理石』白水社、1991年3月。
- 金関寿夫 訳『ヴェネツィア・水の迷宮の夢』集英社、1996年1月。
- 沼野充義 訳『私人 : ノーベル賞受賞講演』群像社、1996年11月。
- たなかあきみつ 訳『ローマ悲歌』群像社、1999年3月。
- ヨシフ・ブロツキー（詩）、イーゴリ・オレイニコフ（絵） 著、沼野恭子 訳『ちいさなタグボートのバラード』東京外国語大学出版会、2019年11月。
- 加藤光也、沼野充義、斉藤毅、前田和泉、工藤順 訳『レス・ザン・ワン 詩について 詩人について 自分について』みすず書房、2025年5月。

### 全集収録・雑誌掲載など
- 長谷川四郎 訳「ユダヤ人墓地」『みすず』1969年6月。
- 篠田一士 編『世界の文学』37巻（現代詩集）、集英社、1979年。（川村二郎、小平武訳）
- 加藤光也 訳「ダンテの影のもとで」『新潮』1988年1月。
- 沼野充義 訳「特集ヨシフ・ブロツキー 言葉が私に耳打ちする」『中央公論文芸特集』1991年3月。
- 沼野充義 訳「父をしのんで　オーストラリア」『すばる』1996年4月。
- 沼野充義・竹内恵子 訳「特集ヨシフ・ブロツキー 甦る言葉の力」『すばる』1997年11月。
- 岡林茱萸『ロシアの詩を読む：銀の時代とブロツキー』未知谷、2017年8月。
- 亀山郁夫 訳「愛」 / 亀山郁夫、エリス俊子 編『愛、もしくは別れの夜に』名古屋外国語大学出版会〈Artes MUNDI叢書 世界文学の小宇宙3〉、2023年3月。